# يوهانس غلاوبر
يوهانس غلاوبر هو رسام هولندي، ولد في 18 مايو 1646 في أوترخت في هولندا، وتوفي في 1726 في سخونهوفن في هولندا.